# Feux croisés (film, 1918)
Pour les articles homonymes, voir Feux croisés.
Pour plus de détails, voir Fiche technique et Distribution.
Feux croisés (Two-Gun Gussie) est un film américain réalisé par Alfred J. Goulding, sorti en 1918.

## Fiche technique
- Titre: Feux croisés
- Titre original : Two-Gun Gussie
- Réalisation : Alfred J. Goulding
- Production : Hal Roach
- Pays d'origine : États-Unis
- Format : Noir et blanc - 1,33:1 - Film muet
- Genre : comédie, western
- Date de sortie : 1918

## Distribution
- Harold Lloyd : Two-Gun Gussie (Harold)
- Snub Pollard : Snub
- Bebe Daniels : la fille
- Charles Stevenson : Whooping-Cough Charlie, le shérif